# Oreophrynella huberi
Espèce
Statut de conservation UICN

 VU D2 : Vulnérable
Oreophrynella huberi est une espèce d'amphibiens de la famille des Bufonidae.

## Répartition
Cette espèce est endémique de l'État de Bolívar au Venezuela. Elle se rencontre à environ 1 700 m d'altitude sur Cerro El Sol dans le nord-est du tepuy Auyan.

## Étymologie
Cette espèce est nommée en l'honneur d'Otto Huber (1944-).

## Publication originale
- Diego-Aransay & Gorzula, 1990 "1987" : Una nueva especie de Oreophrynella (Anura: Bufonidae) de la Guayana Venezolana. Memoria de la Sociedad de Ciencias Naturales La Salle, vol. 47, p. 233-238.